# Fregio
Il fregio è la parte intermedia tra l'architrave e la cornice nella trabeazione degli ordini architettonici classici.

## Descrizione
Nell'ordine dorico è costituito da una successione di metope e triglifi; in quello ionico, corinzio e poi nell'arte romana e rinascimentale è una fascia continua decorata a rilievo, ma può anche essere liscia o occupata da iscrizioni.
Negli edifici romani tende ad essere intagliato in un solo blocco di pietra insieme al sottostante architrave. In alcuni casi la vera e propria decorazione è scolpita su lastre applicate e in epoca tarda si tratta in alcuni casi di lastre di marmo colorato (per esempio sull'arco di Costantino a Roma, oggi scomparse).
Più genericamente il termine indica un motivo pittorico lineare decorativo. Nella militaria indica un distintivo della divisa militare.

## Galleria d'immagini

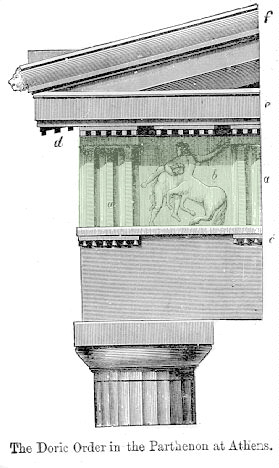
Fregio dorico nella trabeazione del Partenone (Acropoli di Atene)
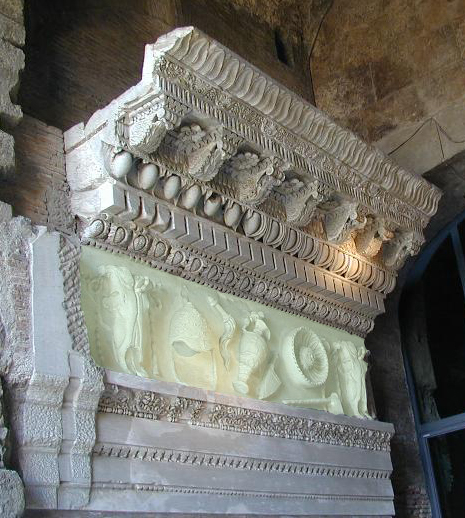
Fregio ionico nella trabeazione del tempio di Vespasiano (Foro Romano a Roma), ricostruita nel Tabularium (Musei Capitolini)
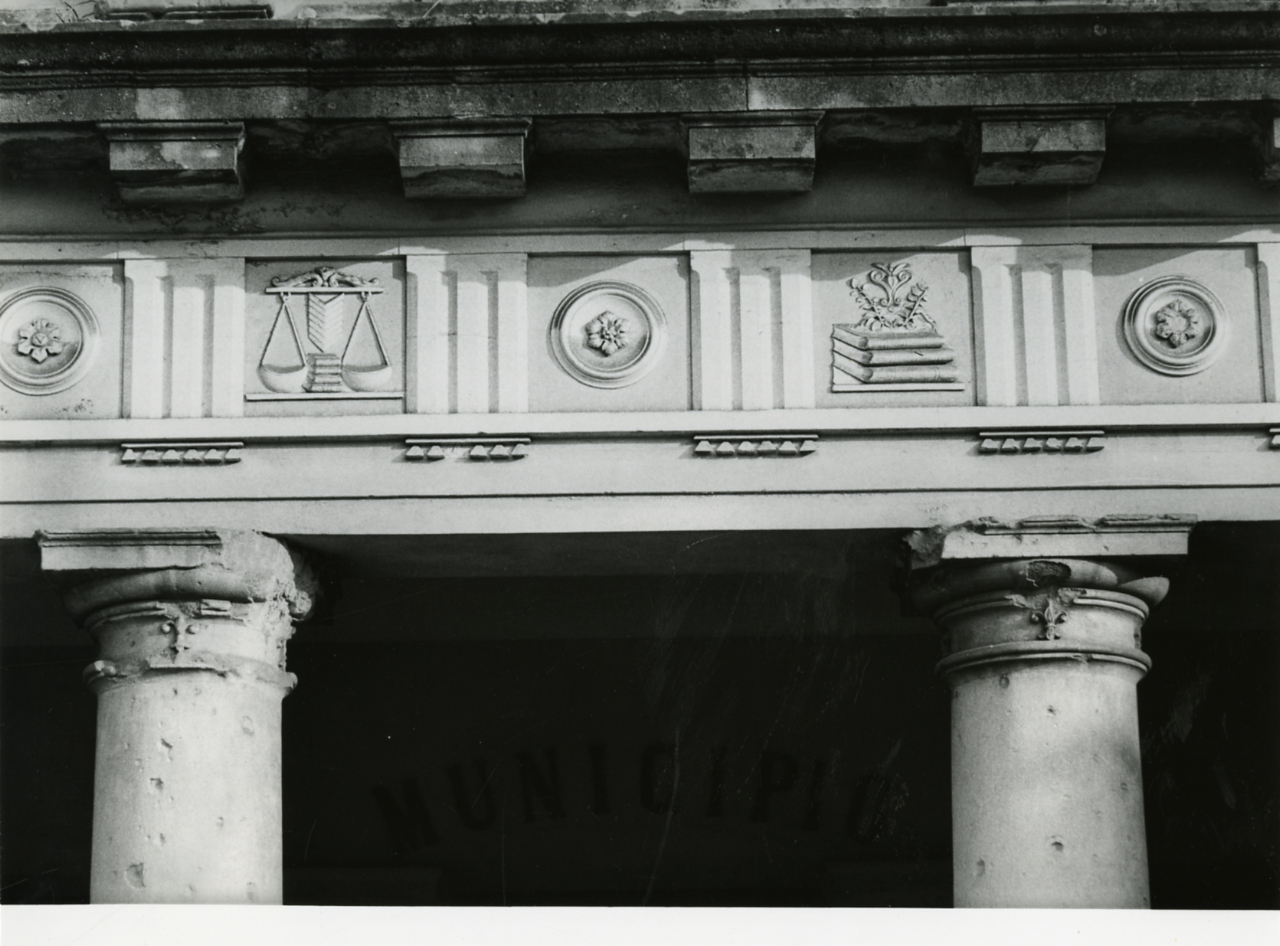
Fregio moderno in un edificio neoclassico. Foto di Paolo Monti, 1982.

Fregio della cattedrale di Notre Dame di Parigi, noto come "Galleria dei re".